# Dimargarodes tanganyicus
Dimargarodes tanganyicus är en insektsart som beskrevs av Jakubski 1965. Dimargarodes tanganyicus ingår i släktet Dimargarodes och familjen pärlsköldlöss.
Artens utbredningsområde är Tanzania. Inga underarter finns listade i Catalogue of Life.